# Punta Lazoney
A Punta Lazoney o Punta Loozoney (em Francês Pointe Lazouney, em língua Walser Lasòneyspetz) é uma montanha dos Alpes Peninos. Situa-se na Itália entre Vale de Aosta e Piemonte; é uma das mais altas dos Alpes de Biella e Cusiane.

## Classificação SOIUSA
De acordo com a classificação alpina SOIUSA (International Standardized Mountain Subdivision of the Alps) esta montanha é classificada como:
- grande parte = Alpes Ocidentais
- grande setor = Alpes Ocidentais-Norte
- secção = Alpes Peninos
- subsecção = Alpes de Biella e Cusiane
- supergrupo = Alpes de Biella
- grupo = cordilheira Tre Vescovi - Mars
- código = I/B-9.IV-A.1

## Imagens

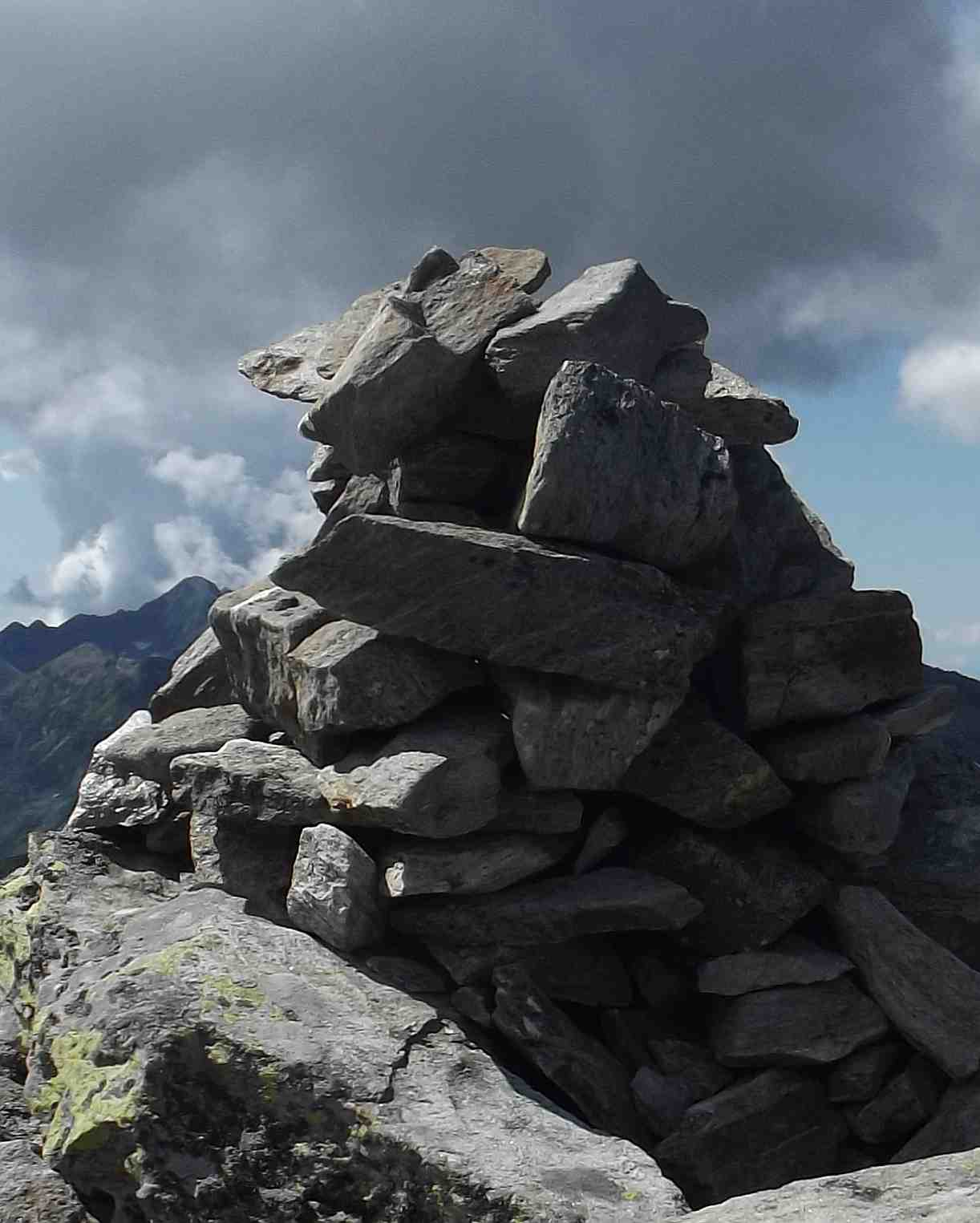
O moledro em cima da montanha.
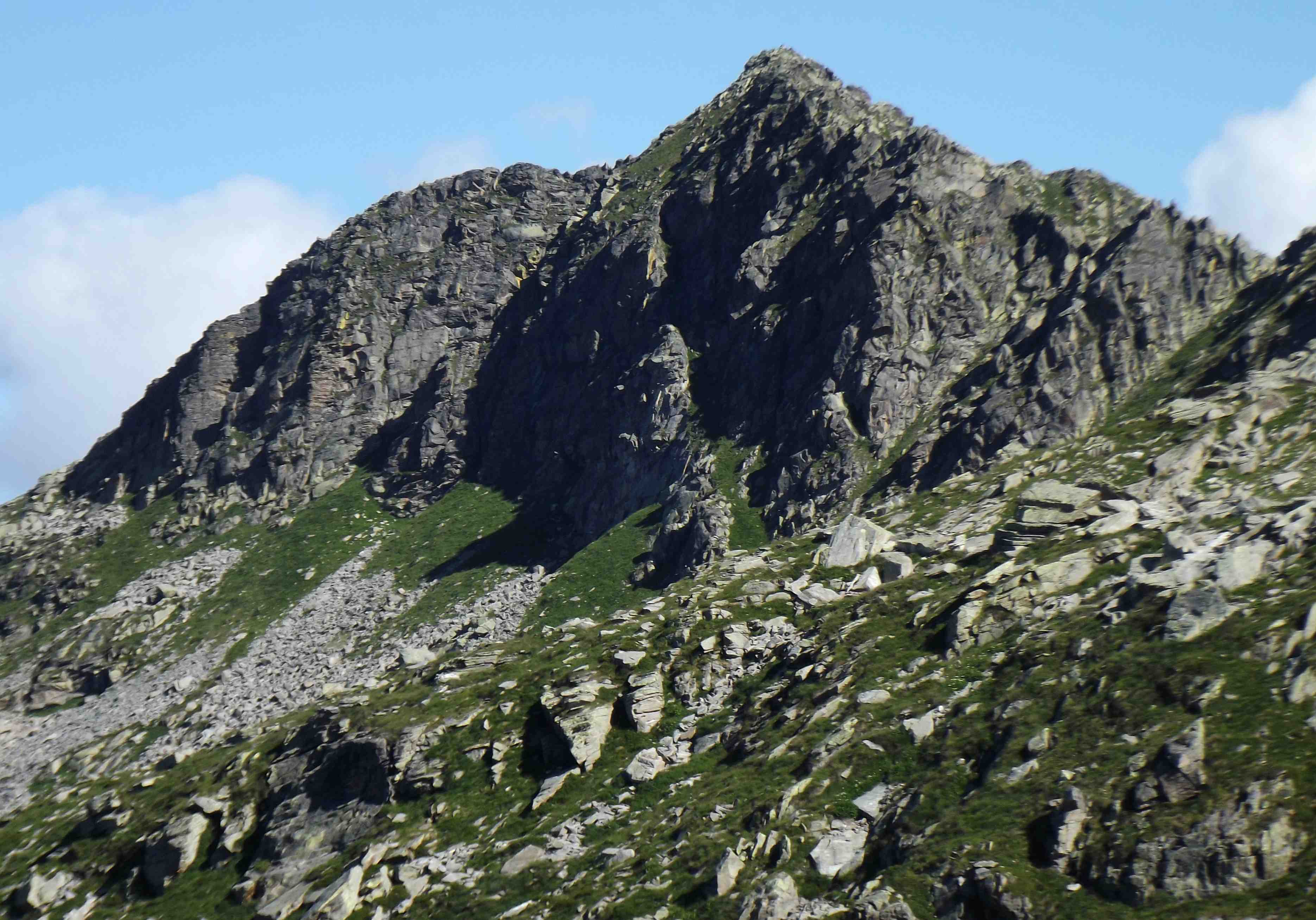
Ladeira sul.